# Música modernista
La nova música o el modernisme en música, en la tradició musical artística europea escrita, és una postura estètica subjacent al període de canvi i desenvolupament en el llenguatge musical que va tenir lloc al tombant del segle xx, un període de reaccions diverses que desafiaven i reinterpretaven els gèneres musicals més antics, innovacions que van conduir a noves formes d'aproximar-se als aspectes harmònics, melòdics, sonors i rítmics de la música, i als canvis en les visions estètiques del món en estreta relació amb el període més gran identificable del modernisme en les arts de l'època. La paraula que més s'hi associa a ella és "innovació". La seva característica principal és la "pluralitat lingüística", és a dir, que mai cap gènere musical va assumir una posició dominant. Aquest corrent és el successor de la música del Romanticisme i Postromanticisme, va precedir la música clàssica contemporània, i s'estengué aproximadament entre els anys 1910 i 1975.
El moment exacte en què va acabar el modernisme i començà la música contemporània és encara motiu de debat entre els experts. De vegades es compara de manera equitativa la música moderna amb la música del segle XX, tot i que aquesta última abasta un temps cronològic en lloc d'un període estètic.
La música moderna es basa en els valors filosòfics i estètics del Modernisme, els quals tenen com a principal objectiu el trencament amb la tradició, i la constant innovació. A causa d'això està estretament lligada al'Avantguardisme. A diferència dels períodes anteriors, pràcticament tots els compositors d'aquest període no sols formaven part d'aquest moviment, sinó que van participar en moviments musicals diferents, ja sigui simultàniament o en diferents etapes.
El nom de Modernisme prové d'una sèrie de moviments basats en el concepte que el segle XX fou una època de constants canvis tant socials com tecnològics, els quals van ser fonamentals. Així, doncs, l'art també havia d'adoptar i desenvolupar aquests principis com a fonament estètic.
El Modernisme pren l'esperit progressista de finals del segle xix i la seva inclinació per la precisió de les millores tecnològiques. Com a conseqüència, se separa de les normes i formalismes de l'art de l'època i la tradició. Per tant, la característica principal del Modernisme és la pluralitat de llenguatges, entenent que cap llenguatge musical en particular hi va assumir una posició dominant.
Quant a les característiques tècniques del Modernisme musical, aquest en té tres de principals, les quals fan que es distingeixi dels altres períodes anteriors:
- L'expansió o l'abandonament de la tonalitat.
- L'ús de les tècniques ampliades.
- La incorporació de sons i sorolls nous en la composició.

## Principals tècniques, estils i moviments

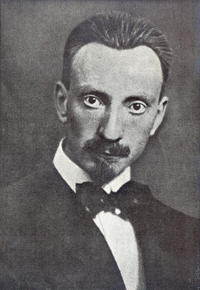
Luigi Russolo (1885-1947), compositor italià que introduí el manifest futurista i creà L'art dels sorolls com a acció musical d'aquest moviment

El Futurisme fou un dels principals moviments d'avantguarda a l'Europa del segle xx. Aquest corrent artístic fou creat a Itàlia per Filippo Tommaso Marinetti, un poeta italià que va redactar, i més tard publicar, el Manifest Futurista el 20 de febrer del 1909 al diari Le Figaro de París.
Aquest moviment mirava de buscar el trencament de les tradicions artístiques del passat i els signes convencionals de la història de l'art. Pretenia alçar la vida contemporània mitjançant dos temes principals: la màquina i el moviment. Recorria a qualsevol mitjà d'expressió: arts plàstiques, arquitectura, poesia, publicitat, cinema, moda i música, amb la finalitat de tornar a construir un nou perfil del món.
Els primers treballs futuristes en el camp de la música començaren l'any 1910, el mateix any que se signa el Manifest dels músics futuristes. Els italians Francesco Balilla Pratella i Luigi Russolo foren els principals compositors futuristes.
Russolo ideà un manifest, L'art dels sorolls, de 1913 com a conseqüència dels estudis prèviament realitzats per Pratella.
La música de sorolls va ser incorporada posteriorment a les actuacions com a música de fons o com una mena de partitura o guia per als moviments dels intèrprets. A més, va inventar una màquina de soroll anomenada Intonarumori, la qual fou durament criticada durant la seva època.

### Crisi de la tonalitat i atonalisme
Aleksandr Skriabin (1872-1915) fou un dels iniciadors de l'atonalisme, conegut per la utilització del seu acord místic.
Franz Liszt creà un precedent per a la música europea sense to el 1885. Durant aquest període, es parlava de la "crisi de la tonalitat". El motiu d'aquesta crisi és que s'utilitzaven cada cop més acords no harmònics, difícils d'harmonitzar, i la melodia i els canvis de ritme més inusuals aparegueren en la música tonal. La distinció entre excepció i norma es feu cada cop més difusa i, en conseqüència, també s’afluixà la connexió sintàctica entre entonació i harmonia. A principis de segle XX compositors com ara Claude Debussy, Aleksandr Skriabin, Béla Bartók, Paul Hindemith, Serguei Prokófiev, Carl Ruggles, Ígor Stravinski i Edgard Varèse van escriure música que s'ha descrit, totalment o parcial, com atonal. Aleksandr Skriabin creà un estil impressionista i atonal especial, com ara obres com Misteri, Poema de l'Èxtasi o Prometeu. El Poema de foc, en un acord per quartes, anomenat "acord misteriós", és un tercer interval lluny dels acords de la tríada habituals.
La primera etapa de l'atonalitat (l'antecessora de l'escala de dotze tons), coneguda com a “atonalitat lliure” o “aberració cromàtica lliure”, implica intents conscients d'evitar l'harmonia diatònica tradicional. Les obres més importants d'aquest període són l'òpera Wozzeck d'Alban Berg (1917-1922) i Piero Runel d'Arnold Schönberg (Pierrot Lunaire, 1912).
El primer període de música silenciosa de Schoenberg (del 1908 al 1923) normalment tenia una unitat d'interval com a element integral. A més de l'expansió, la unitat d'intervals també es podia convertir en una fila de tons i les notes que hi contenia podrien actuar com a elements bàsics per permetre la superposició d'estats d'unitats bàsiques o la interconnexió de dues o més unitats bàsiques.
Altres compositors nord-americans, com ara Charles Ives, Henry Cowell i més tard George Antell, van produir música impactant per al públic de l'època, ignorant les convencions musicals. Sovint combinen música pop amb aglutinació o politonalitat, una dissonància extrema i una complexitat rítmica aparentment impossible. Charles Seeger va aclarir el concepte d'oposició inconsistent, Carl Ruggles, Ruth Crawford-Seeger i altres van utilitzar aquesta tècnica.

### Primitivisme

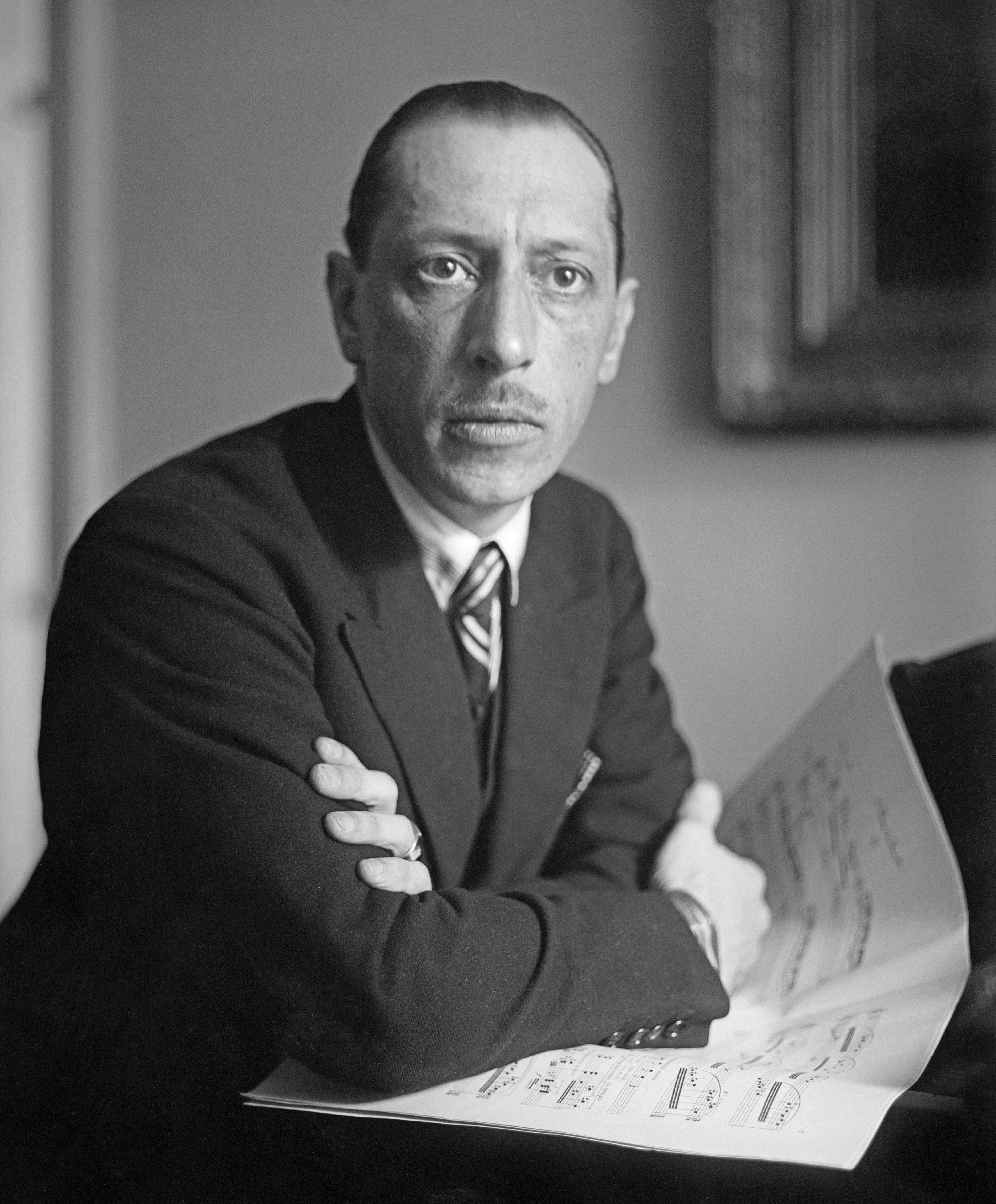
Igor Stravinsky (1882-1971); la seua obra La Consagració de la primavera es considera l'obra més important del segle XX

El primitivisme és un moviment artístic que té com a objectiu salvar el folklore més antic de determinades àrees amb un llenguatge modern o modernista. De manera similar al nacionalisme que busca refermar els hàbits locals, el primitivisme combina indicadors i accents més irregulars, més ús d'instruments de percussió i altres timbres, escales modals i tons atònics i politònics. En música, els dos gegants d'aquest moviment són el rus Ígor Stravinski i l'hongarès Béla Bartók, tot i que les obres d'ambdós superen amb escreix el nom de “primitiu”.
El primer ballet L'ocell de foc (1910) és conegut per la seva inusual introducció (trio de corda baixa) i arranjament. Petruixka (1911) també té una visió diferent: fou el primer ballet de Stravinsky que va utilitzar la mitologia popular russa. El tercer ballet, Consagració de la primavera (1913), es considera generalment que és la deïficació del "període del primitivisme rus" de Stravinsky. Aquí, el compositor aprofita la crueltat de la Rússia pagana i les interpretacions radicals, l'harmonia multitonal i el ritme sobtat que es mostren al llarg de l'obra reflecteixen aquests sentiments.
Hi ha diversos passatges molt coneguts d'aquesta obra, dos d'ells, però, són especialment destacables: el primer tema basat en sons de fagot, amb notes gairebé més enllà del seu abast. El recurs típic del període estravinskià de Rússia és utilitzar un ritme curt i moure'n l'accent; dos acords superposats només fan servir l'arc de les cordes per seguir. Evidentment, el canvi del tema inicial és permanent. I el bronze reproduïa cada acord accentuat. La Consagració no sols es considera l'obra més important del primitivisme o de Stravinsky, sinó també del segle XX per la seva ruptura amb la tradició i la seva influència en tot el món.
Altres obres famoses d'aquest estil són: El rossinyol (1914), Renard (1916), Història d'un soldat (1918) i Les noces (1923), interpretades per una combinació original de quatre pianos i instruments de percussió, amb participació de música vocal. En aquestes obres, els músics van aprofitar al màxim el patrimoni de l'Escola Nacionalista Russa fins que gairebé s'exhaurí.

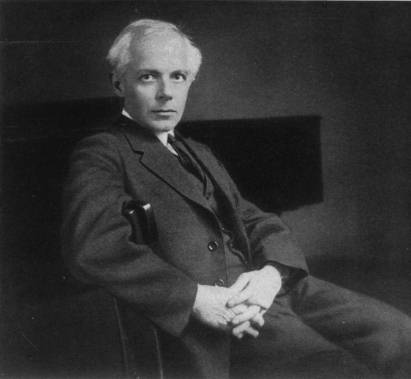
Béla Bartók (1881-1945) fou el creador de l'etnomusicologia, i gràcies a la seva recerca creà nombroses obres basades en el folklore europeu

Bartók fou un músic d'origen hongarès que destacà com a compositor, pianista i investigador de música folklòrica de l'Europa oriental (especialment dels Balcans). Bartók fou un dels fundadors de l'etnomusicologia, basada en les relacions que uneixen l'etnologia i la música. A partir de les seves recerques creà un estil molt personal i innovador.
A partir del 1905, amb l'auge del moviment nacionalista, va aprofundir en la comprensió de la música tradicional i les cançons populars magiars. Llavors, s'adonà de la necessitat de preservar la memòria musical tradicional del seu país. Juntament amb Zoltán Kodály, començà a recórrer pobles d'Hongria i Romania, recopilant milers de melodies i cançons, i enregistrant-les amb un fonògraf. Després, van estendre aquesta tasca a la major part d'Europa Central, fins i tot a Turquia. Antigament es pensava que la música popular hongaresa es basava en la melodia gitana. Bartok, però, descobrí que les antigues melodies hongareses es basaven en l'escala pentatònica, igual que la música asiàtica o siberiana. Bartók creà un gran nombre d'obres petites per a piano derivades de la música popular i va compondre acompanyaments de cançons populars.
Mai no parlà de les seves habilitats de composició; el musicòleg hongarès Ernö Lendvai, però, dedicà la seva vida a descobrir els fonaments del seu sistema. Segons Lendvai, la música de Bartok se centra en gran manera en les seves investigacions sobre literatura civil i art, sobretot en la literatura hongaresa. Es pot dividir en dues grans parts amb conceptes diferents però complementaris, que hi apareixen alternativament, fins i tot en diferents parts del mateix treball: un sistema diatònic centrat en la música popular, la seva manera, ritme i escala acústica; i un sistema cromàtic que també està influït pel folklore, basat en un sistema axial.
La seva obra "primitiva" més pura pot ser Allegro Barbaro (1911) i un gran nombre de cançons i danses populars de l'Europa de l'Est. El mateix any, escriu la seva única òpera, Bluebeard Castle. Durant la Primera Guerra Mundial, va escriure els ballets El príncep de fusta i El mandarí meravellós, i després va compondre dues sonates per a violí i piano, que s'integren en les seves obres més complexes. El seu desig d'experimentació l'ha fet únic i brillant: les seves obres inclouen música per a cordes i percussió, sonates per a dos pianos i percussió i un quartet de sis cordes. Va treballar per al piano Mikrokosmos i tres concerts per a piano i orquestra.

### Microtonalisme

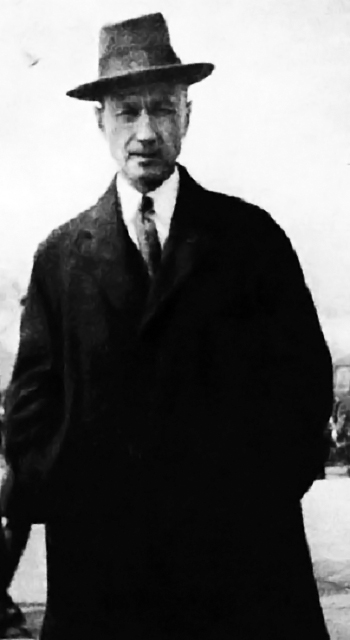
Charles Ives (1874-1954) fou un dels més prominents compositors de música microtonal, pioner als Estats Units

El microtonalisme és la música que utilitza microtons, és a dir, intervals musicals menors que un semitò. El músic nord-americà Charles Ivens definia els microtons d'una manera humorística dient que eren “les notes entre les tecles del piano”. L'any 1895, el mexicà Julián Carrillo (1875-1965), mentre experimentava amb el violí va distingir setze sons clarament diferents entre els llançaments de G i A emesos per la quarta corda del violí. A aquestes distincions microtonals les anomenà So 13 i va escriure sobre la teoria i la física de la música. Inventà una simple notació numèrica per representar les escales musicals de qualsevol divisió de l'octava, com ara terços, quarts, cinquens, sisens, setens, i així successivament. Fins i tot va escriure sovint per quarts, vuitens i setzens combinats. La notació és la intenció de representar qualsevol subdivisió inimaginable. A més inventà nous instruments musicals, i altres els adaptà per tal de produir microintervals. Va compondre gran quantitat de música microtonal i gravà 30 composicions. Els anys 1910 i 1020, els quarts de to i altres subdivisions de l'octava van rebre l'atenció d'altres compositors com ara Charles Ives, Alois Haba (¼ i ⅙ de to), Ivan Wyschnegradsky (1/4, 1/6, 1/12 i escales no octavable), Ferruccio Busoni (que feu alguns experiments infructuosos en l'adaptació d'un piano de ⅓ de sons), Mildred Couper i Harry Partch. Erwin Schulhoff va fer classes de composició amb quarts de to al Conservatori de Praga. Alguns compositors microtonals o investigadors dels anys 1940 i 1950 van incloure-hi Adriaan Fokker (31 tons iguals per vuitena), i Eivind. La música microtonal mai no va tenir massa acceptació i fou considerada més endavant quasi exclusivament pels músics d'avantguarda.

### Segona Escola Vienesa, dodecafonisme i serialisme
Una de les figures més significatives en la música del segle XX és Arnold Schoenberg. Els seus treballs formen part de l'estil romàntic tardà, influenciat per Richard Wagner i Gustav Mahler; després, però, abandonà el sistema de composició tonal per escriure música atonal. Amb el temps, desenvolupà la tècnica de dodecafonisme, la qual proposà l'any 1923 per reemplaçar l'organització tonal tradicional.
Alguns dels seus alumnes, com ara Anton Webern i Alban Berg també aprofundiren l'ús del sistema dodecafònic, i destacaren per aquesta tècnica però amb regles pròpies. Aquests tres són coneguts, familiarment, com la Trinitat Schoenberg, o la Segona Escola de Viena, nom que remarca que aquesta nova música va tenir el mateix efecte innovador que la Primera Escola de Viena de Haydn, Mozart i Beethoven.
El dodecafonisme fou una manera de música atonal, amb una tècnica de composició en què les dotze notes de l'escala cromàtica son tractades com a equivalents, és a dir, subjectes a una relació ordenada que, a diferència del sistema major-menor de la tonalitat, no estableix jerarquia entre notes. El creador de la música dodecafònica, Scrönberg, prohibí la utilització d'una nota més que una altra: la melodia dodecafònica, per tant, ha de portar les dotze notes que es troben en l'escala cromàtica. S’escriu seguint el principi que tots els dotze semitons o notes son d'importància equitativa. La relació interna s’estableix a partir de l'ús d'una sèrie composta per les dotze notes. El compositor decideix l'ordre en què apareixen amb la condició que no se'n repeteixi cap fins al final.

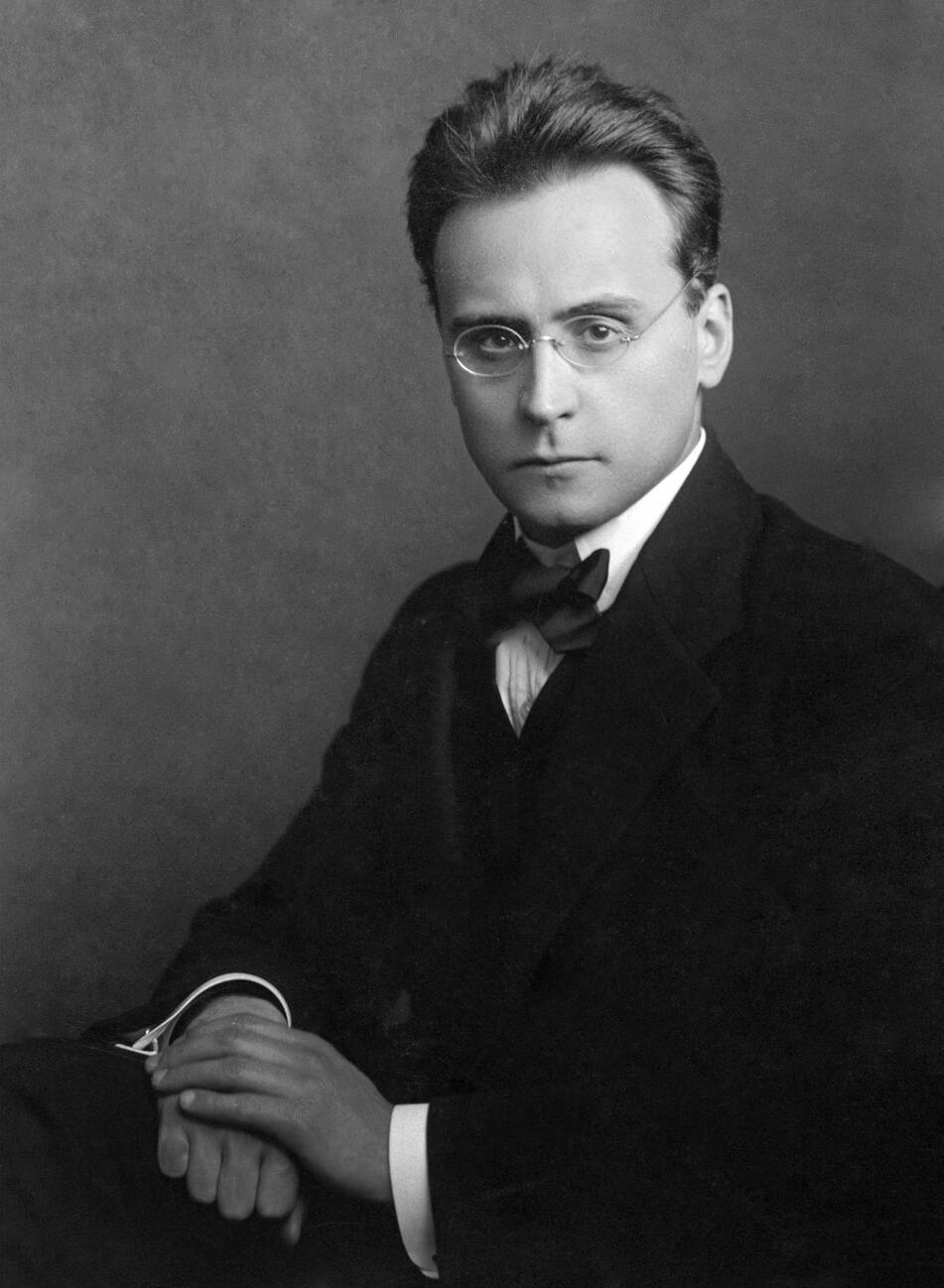
Anton Webern (1883-1945) deixeble de Schoemberg, desenvolupà les idees dodecafòniques i creà el serialisme integral

La música de Schoenberg i la dels seus seguidors fou molt controvertida en els seus dies, i hui encara ho és. Com no té un sentit de melodia definit del tot, alguns dels que l'escoltaven la trobaven (i encara la troben) difícil de seguir. Malgrat això, actualment se segueixen interpretant, estudiant i escoltant algunes obres, com ara Pierrot Lunaire, mentre que s’han oblidat altres composicions contemporànies que en el seu moment es consideraven més acceptables. En gran manera, la causa d'això és que el seu estil pioner resultà molt influent, fins i tot entre compositors que van continuar component música tonal. A partir d'elles, molts compositors han escrit música no basada en la tonalitat tradicional.
El serialisme integral, creat pel deixeble de Schönberg, Anton Webern, representa un pas més endavant del dodecafonisme. S’estableix un ordre no sols per a la successió de les diferents altures, sinó de les diferents duracions (les “figures”, com la negra, la corxera, etc.) i la successió de les dinàmiques (els nivells d'intensitat sonora), com també per a l'articulació. Totes aquestes sèries es repeteixen durant el transcurs d'una obra. La tècnica és l'anomenat serialisme integral per a distingir-lo del serialisme limitat del dodecafonisme. Irònicament, després d'anys d'impopularitat, l'estil puntillista de Webern, en què els sorolls individuals són curosament ubicats en l'obra de manera que cada un té importància, es convertí en norma a Europa durant els anys 1950 i 1960, i va ser molt influent entre compositors de la postguerra, com ara Olivier Messiaen, Pierre Boulez, Luciano Berio, Luigi Nono, Karlheinz Stockhausen i Ígor Stravinski.

### Neoclassicisme
Quan parlem de Neoclassicisme respecte a la música, parlem del moviment del segle XX que va reprendre una pràctica comuna de tradició quant a l'harmonia, la melodia, la forma, els timbres i els ritmes, però barrejada amb grans dissonàncies atonals i ritmes sincopats, com a punt de partida per a compondre música. Ígor Stravinski, Paul Hindemith, Sergei Prokofiev, Dmitri Shostakovich i Béla Bartók són els compositors més importants en aquest estil; també el prolífic Darius Milhaud i els seus contemporanis Francis Poulenc i Arthur Honegger (Els Sis). Altres compositors que van utilitzar recursos neoclàssics foren Germaine Tailleferre, Claude Arrieu i Grażyna Bacewicz.
El Neoclassicisme va néixer al mateix temps que el retorn general o models racionals en les arts, en resposta a la Primera Guerra Mundial. Tenint en compte que els problemes econòmics van afavorir els grups més petits, la cerca per fer “més amb menys” es va convertir, en conseqüència, en una pràctica obligatòria. Història del soldat de Stravinski és per aquesta raó una llavor de peça neoclàssica, com també el concert Els roures de Dumbarton, la seva Simfonia per a instruments de vent o a la Simfonia en do. La culminació neoclàssica de Stravinski és la seva òpera El progrés del llibertí, amb llibret del conegut poeta modernista W. H. Auden.
Durant un temps, en el Neoclassicisme, l'alemany Paul Hindemith fou rival de Stravinski, barrejant punxants dissonàncies, polifonia i cromatisme lliure dins un estil utilitari. Hindemith produí treballs de cambra i orquestrals en aquest estil; potser el més famós en fou Mathis der Maler. La seva producció de cambra inclou la Sonata per a corn anglès i piano, un treball expressionista ple de detalls foscos i connexions internes.

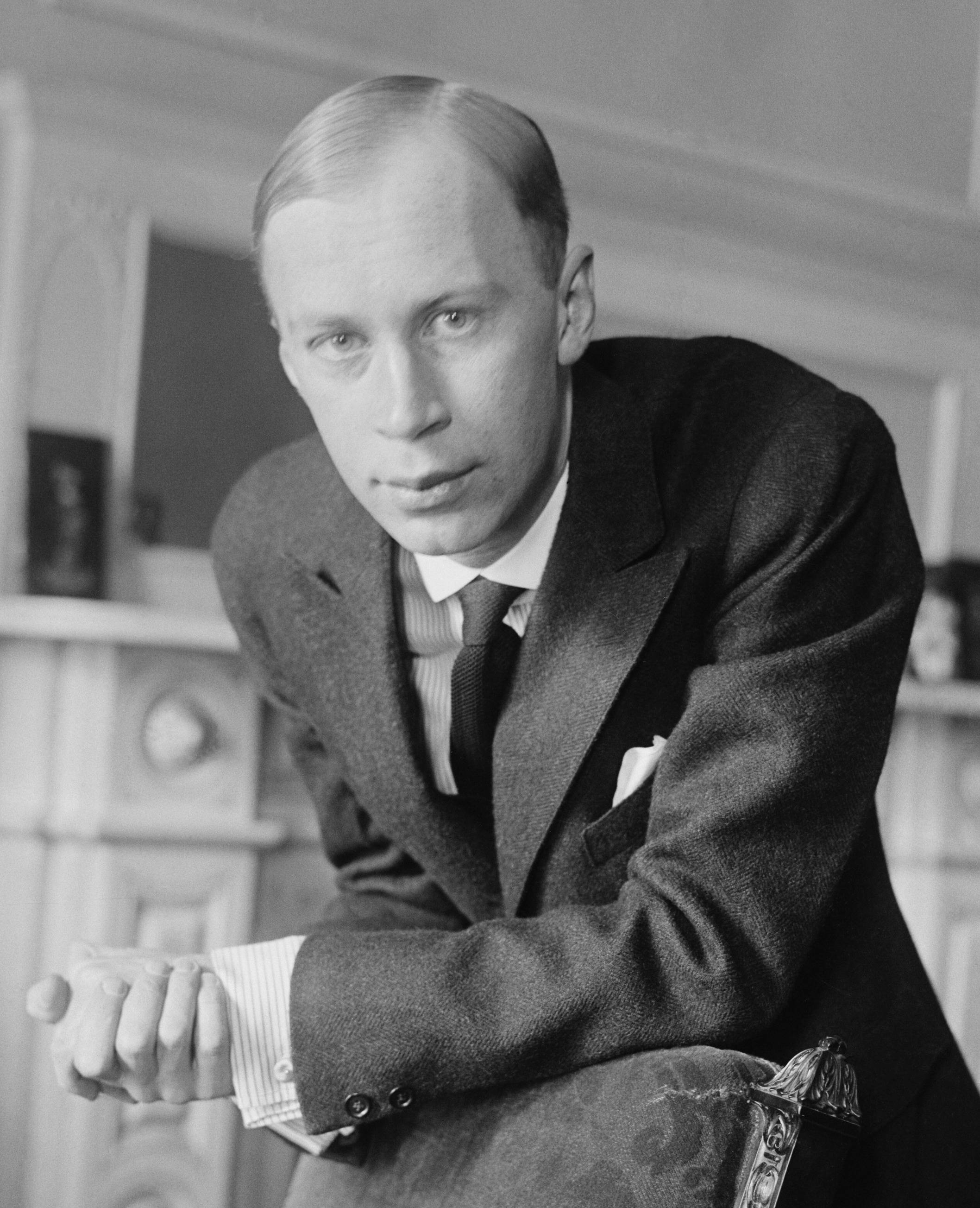
Serguei Prokófiev (1881-1953) fou un destacat compositor rus

Als Estats Units el Neoclassicisme va tenir un nombre d'audiència interessada; l'escola de Nadia Boulanger promulgà idees musicals basades en la comprensió de la música de Stravinski. Entre els estudiants que hi van anar, es troben músics neoclàssics com Elliott Carter (en la seva primera època, Aaron Copland, Roy Harris, Darius Milhaud, Astor Piazzolla i Virgil Thomson).
El tret més característic del Neoclassicisme son melodies que utilitzen la tercera com a interval fix, i agreguen comàticament notes dissonants a l'”ostinato”, blocs harmònics i barreja lliure de poliritmes. El Neoclassicisme tingué gran acceptació del públic amb rapidesa, i fou internalitzat per aquells opositors a l'atonalisme com la vertadera música moderna.
En la Unió Soviètica, especialment durant el govern de Iósif Stalin, el Neoclassicisme s'ubicà dins del Realisme socialista. Aquest fou un corrent estètic el propòsit del qual era expandir el coneixement dels problemes socials i les vivències humanes mitjançant l'art. D’aquesta manera els prominents compositors Serguei Prokófiev i Dmitri Shostakovich van haver de compondre de manera forçada en aquest estil, incorporant elements nacionalistes i valors comunistes, doncs qualsevol mena d'avantguarda es considerava part de la decadència de la burgesia d'Occident.

### Música electrònica i concreta
Els avenços tecnològics en el segle xx van permetre als compositors d'utilitzar mitjans electrònics per produir sons. A França es desenvolupà la música concreta, escola que produeix sons existents en el món. S'anomena “concreta” perquè segons Pierre Schaeffer, el seu inventor plantejava que estava produïda per objectes concrets i no pels abstractes, que serien els instruments musicals tradicionals. El primer que disposà d'aquests mitjans fou Edgard Varèse, que presentà Poème électronique al Pavelló Philips de l'Exposició de Brussel·les l'any 1958. El 1951, Schaeffer, junt a Pierre Henry van crear el “Grup d'Investigació de Música Concreta” a París, que va atreure un gran interès, i entre els que s'hi van apropar hi havia compositors significatius com Olivier Messiaen, Pierre Boulez, Jean Barraqué, Karlheinz Stockhausen, Edgard Varese, Iannis Xenakis, Michel Philippot i Arthur Honegger. La producció compositiva entre 1951 i 1953 inclogué Étude I (1951) i Étude II (1951) de Boulez, Timbres-durées (1952) de Messiaen, Étude (1952) de Stockhausen, Le microphone bien tempéré (1952) i La voile d'Orphée (1953) de Henry, Étude I (1953) de Philippot, Étude (1953) de Barraqué, Orphée 53 (1953) de Schaeffer-Henry, la música per a la pel·lícula Masquerage (1952) de Schaeffer i Astrologie (1953) de Henry. L'any 1954 Varèse i Honegger van visitar l'estudi per treballar en les parts en cinta de Déserts i La rivère enormie. A Alemanya, en canvi, la forma d'utilitzar la tecnologia s'anomenà música electrònica, que és la que utilitza només sons produïts electrònicament. El primer concert en fou l'any 1952 a Darmstadt. No obstant això, la primera obra d'importància seria de l'any 1956, anomenada El cant dels adolescents, de Karlheinz Stockhausen. Als Estats Units, Milton Babbitt utilitzà el sintetitzador RCA Mark II per a crear música. Altres compositors van abandonar els instruments convencionals i empraren cintes magnètiques per a crear música, gravar sons, i manipular-los. Hymnen (de Stockhausen), Déserts (d'Edgard Varèse) i Sincronismes (de Mario Davidovsky) n'ofereixen uns quants exemples. Aquesta possibilitat prengué moltes formes: alguns compositors simplement van incorporar instruments electrònics dins peces relativament convencionals. Oliver Messiaen, per exemple, utilitzà onades Martenot en alguns treballs. Oskar Sala creà la pista no musical per a la pel·lícula Els ocells (d'Alfred Hitchcock) utilitzant el trautònium, un instrument electrònic que ell mateix ajudà a desenvolupar. Marton Subotnick va preveure la música electrònica pel 2001: Una odissea de l'espai. Altres compositors com Luigi Russolo, Mauricio Kagel i Joel Meek també van col·laborar en l'exploració de la música electrònica.
Iannis Xenakis és un altre compositor modern que ha utilitzat computadores i altres instruments electrònics (fins i tot algun d'inventat per ell) en moltes composicions. Alguns d'aquests treballs electrònics son peces suaument ambientades i altres mostren una violenta i salvatge sonoritat. Compositors com Alvin Lucier, Gardon Mumma i David Tudor van crear i interpretar música electrònica en viu, sovint dissenyant els seus propis instruments o utilitzant cintes. En el segle xx va florir una quantitat d'institucions especialitzades en música electrònica, i és pot ser IRCAM, de París, la més coneguda.

### Música aleatòria i avantguardisme radical

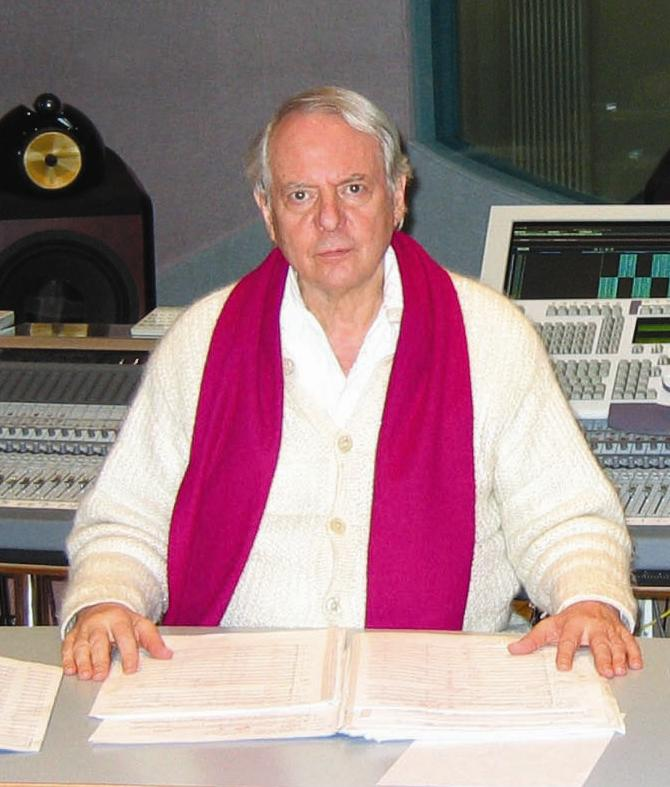
El compositor alemany Karlheinz Stockhausen (1928-2007) fou pioner en moltes de les formes musicals avantguardistes del, especialment en les més radicals

El Modernisme ja de per sí és música d'avantguarda: l'Avantguardisme dins d'ella es refereix als moviments més radicals i controvertits, en què el concepte de música arriba fins als límits (si no els sobrepassa) fent servir elements com ara sons, gravacions, humor, atzar, improvisació, teatre, absurd, ridícul o sorpresa. Dins dels gèneres generalment ubicats dins d'aquest corrent radical, es troba la música aleatòria, la música electrònica en directe, el teatre musical, la música ritual, la composició de processos, el happening musical, o la música intuïtiva, entre molts d'altres. Entre els compositors més transcendents que van incórrer en aquestes aventures, hi ha John Cage a Amèrica i Karlheinz Stockhausen a Europa.
La música aleatòria o d'atzar és una tècnica compositiva musical basada en el recurs a elements no regulats per pautes establertes i en la qual adquireix un paper preponderant la improvisació a partir de seqüències no estructurades. Aquestes característiques es poden fixar en la creació de l'autor o en el desenvolupament de la pròpia interpretació. És freqüent, en conseqüència, la composició de peces aleatòries en les quals l'executant determina l'estructura final de l'obra, mitjançant la reordenació de cada secció, o fins i tot, mitjançant la interpretació simultània.
L'atzar és una característica descriptiva d'aquesta tècnica compositiva que arribà a una gran difusió a partir de la dècada del 1950. Els corrents aleatoris van tenir algunes de les més significatives representacions en les creacions del nord-americà John Cage amb Music of Changes (1951) o 4’33 (probablement l'obra més radical del segle xx, famosa per consistir en la indicació de no tocar durant 4 minuts i 3 segons). També va ser notable l'ús del I Ching, un antic text xinès clàssic sobre esdeveniments, que es va convertir en eina compositora habitual de Cage. Conegut també per la invenció del piano preparat, amb què va compondre algunes obres, entre les quals Sonates i interludis, l'alemany Karlheinz Stockhausen amb Hymnen (1967) i l'electrònica Gesang der Jünglinge, fou important. Altres compositors com els italians Bruno Maderna i Franco Donatoni, el polonès Witold Lutosławski, el grec Iannis Xenakis, l'hongarès Gyorgy Ligeti, l'espanyol Luis de Pablo, els argentins Alberto Ginastera i Mauricio Kagel i els francesos Edgard Varèse i Pierre Boulez també van ser significatius.
Les modalitats més destacades en què es planteja la creació aleatòria en la música contemporània són la forma mòbil, la qual imposa diverses solucions interpretatives de rang equiparable; la forma variable, en què predomina la improvisació; i l'anomenat work in progress, que constitueix el màxim grau d'atzar en l'execució de la peça. En totes se sol incorporar instruments clàssics, amb especial atenció al piano, i mitjans d'execució electrònics com ara sintetitzadors, distorsionadors i cintes gravades.

### Micropolifonia i masses sonores

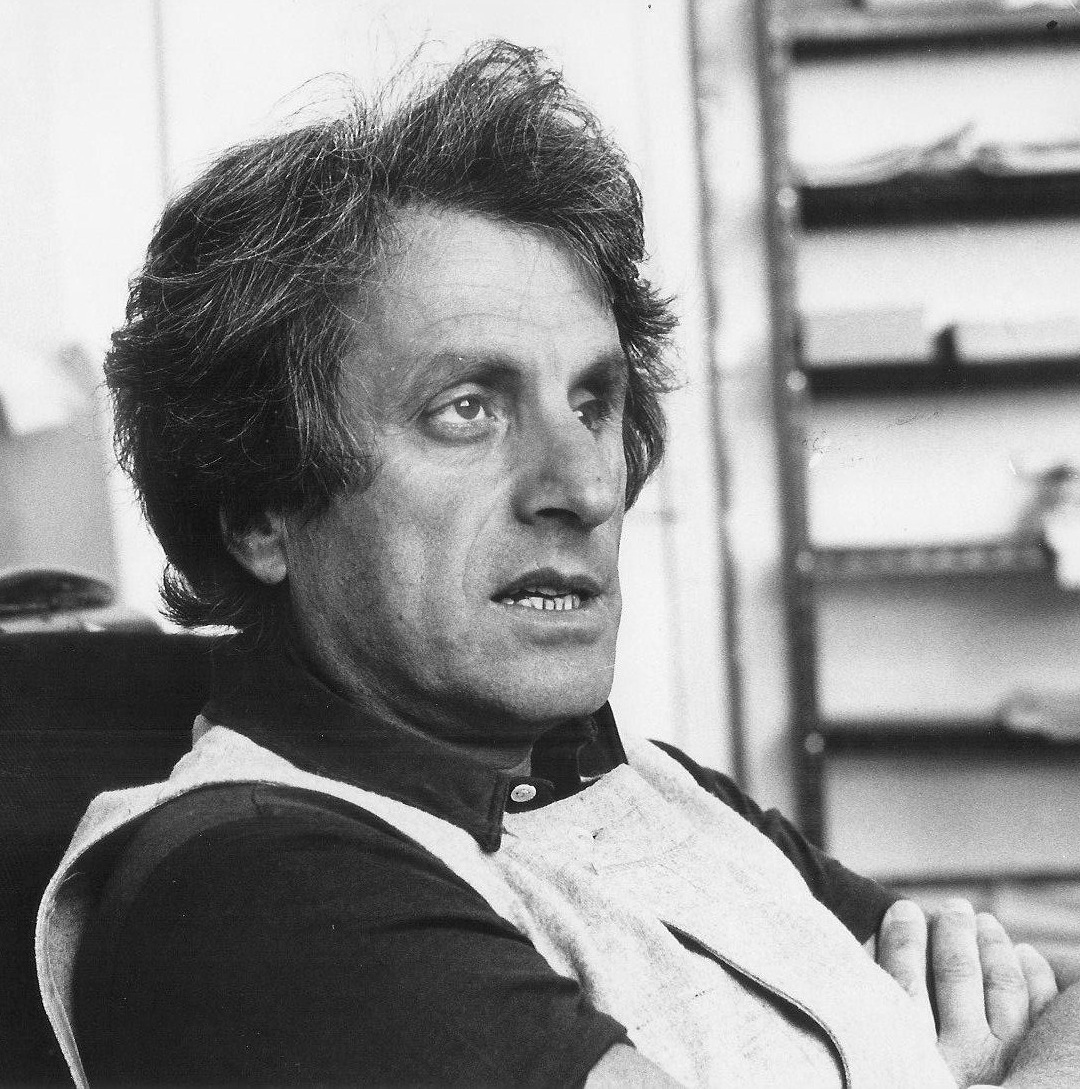
El grec Iannis Xenakis (en la imatge) i el polonès Krzysztof Penderecki van ser els principals exponents de la utilització de masses sonores i micropolifonia.

Com diu David Cope, la micropolifonia és “una simultaneïtat de diferents línies, ritmes i timbres”. Aquesta tècnica la desenvolupà György Ligeti, que l'explica d'aquesta manera: “La complexa polifonia de les veus individuals està marcada en el flux harmonicomusical, en què les harmonies se'n van convertint en altres; una combinació d'interval discernible és fa a poc a poc borrosa, i d'aquesta nuvolositat és possible sentir que una nova combinació intervàl·lica està prenent forma”. “La microfonia té una semblança als clústers, se'n diferencia, però, en l'ús que fa de les línies més dinàmiques que estètiques”. El primer exemple de microfonia en l'obra de Ligeti es produeix en el segon moviment de la seva composició orquestral Apparitions. També són pioneres en l'aplicació d'aquesta tècnica el seu treball per a orquestra Atmosphères i el primer moviment del seu Requiem, per soprano, mezzoprano, "cor mixt" i orquestra simfònica. Aquesta última obra arribà a una gran popularitat perquè formà part de la banda sonora de la pel·lícula de Stanley Kubrick 2001: una odissea de l'espai.

### Música cinematogràfica
Des l'arribada del cinema sonor a inicis de la dècada dels 1930, la música tingué un paper crucial en la indústria i l'art del cinema. Molts dels grans compositors de la dècada com ara Prokófiev i Shostakóvich van realitzar obres en aquesta àrea. No obstant això, hi ha alguns compositors que es van dedicar quasi exclusivament al cinema, i que criden més l'atenció. Tot i que la musicalització de curtmetratges durant els anys 1940 estaven endarrerits en les innovacions tècniques en el camp de la música de concert, la dècada dels 1950 va veure l'auge de la música pel cinema de l'època. Respecte al cinema nord-americà, el director Elia Kazan s'obrí a les influències del jazz i les obres dissonants i va treballar amb Alex North, la partitura del quan en Un tramvia anomenat Desig (1951) combina la dissonància amb elements de blues i jazz. Aquest també s'apropà a Leonard Bernstein per musicar la Llei del silenci (1954) i el resultat fou una reminiscència de les primeres obres d'Aaron Copland i Ígor Stravinski, amb jazz basat en harmonies i emocionants ritmes additius. Un any més tard, Leonard Rosenman, inspirat per Arnold Schönberg, experimentà amb l'atonalitat en A l'est de l'Edèn (1955) i Rebel sense causa (1955). En deu anys de col·laboració amb Alfred Hitchcock, Bernard Herrmann experimentà en Vertigen (1958) i Els ocells (1963). L'ús de la música extradiegètica de jazz fou una altra innovació moderna, com la musicalització de l'estrella de jazz Duke Ellington en l'obra d'Otto Preminger Anatomia d'un assassinat (1959). Dins les grans obres musicals del cinema es troben:

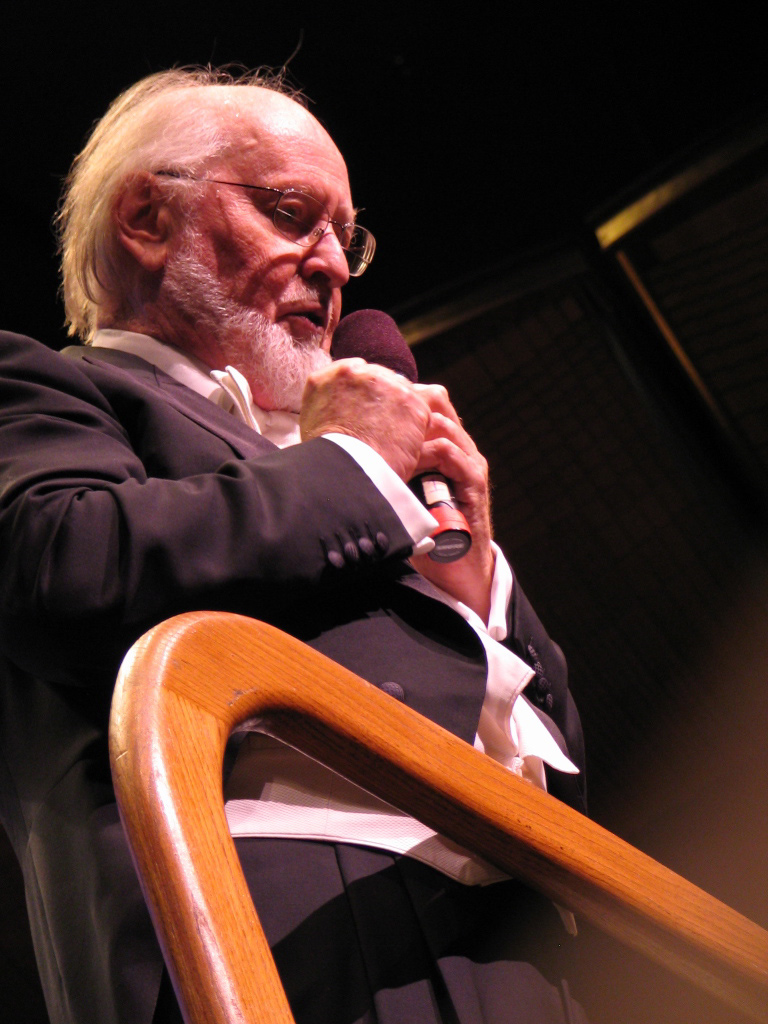
John Williams (1932), creador de la música de Star Wars i altres pel·lícules de Hollywood

- Max Steiner amb: The Informer (1935), Now, Voyager (1942), i Since You Went Away (1944), King Kong (1933), Little Women (1933), Jezebel (1938), Casablanca (1942), i Gone with the Wind (1939).
- Erich Wolfgang Korngold amb The Adventures of Robin Hood.
- Alfred Newman amb How the West Was Won, The Greatest Story Ever Told.
- Bernard Herrmann amb North by Northwest, The Man Who Knew Too Much, Citizen Kane, The Ghost and Mrs. Muir i Taxi Driver.
- Ennio Morricone: The Good, The Bad And The Ugly (1966), Once Upon a Time in the West, The Mission (1986), The Untouchables (1987) i Cinema Paradiso.
- Jerry Goldsmith: Planet of the Apes, Chinatown, The Wind and the Lion, The Omen, Alien, Poltergeist.
- John Williams amb les tres trilogies de Star Wars, Jaws, Superman, Indiana Jones, E.T., l'extraterrestre, Hook, Jurassic Park, Schindler's List, i Harry Potter entre moltes altres.